# Special Olympics
Special Olympics é uma organização internacional criada para apoiar as pessoas com deficiências intelectuais, desenvolver a sua autoconfiança, capacidades de relacionamento interpessoal e sentido de realização. Entre outros, a Special Olympics realiza os Jogos Mundiais de dois em dois anos, alternando entre Jogos de Verão e Jogos de Inverno.

## História

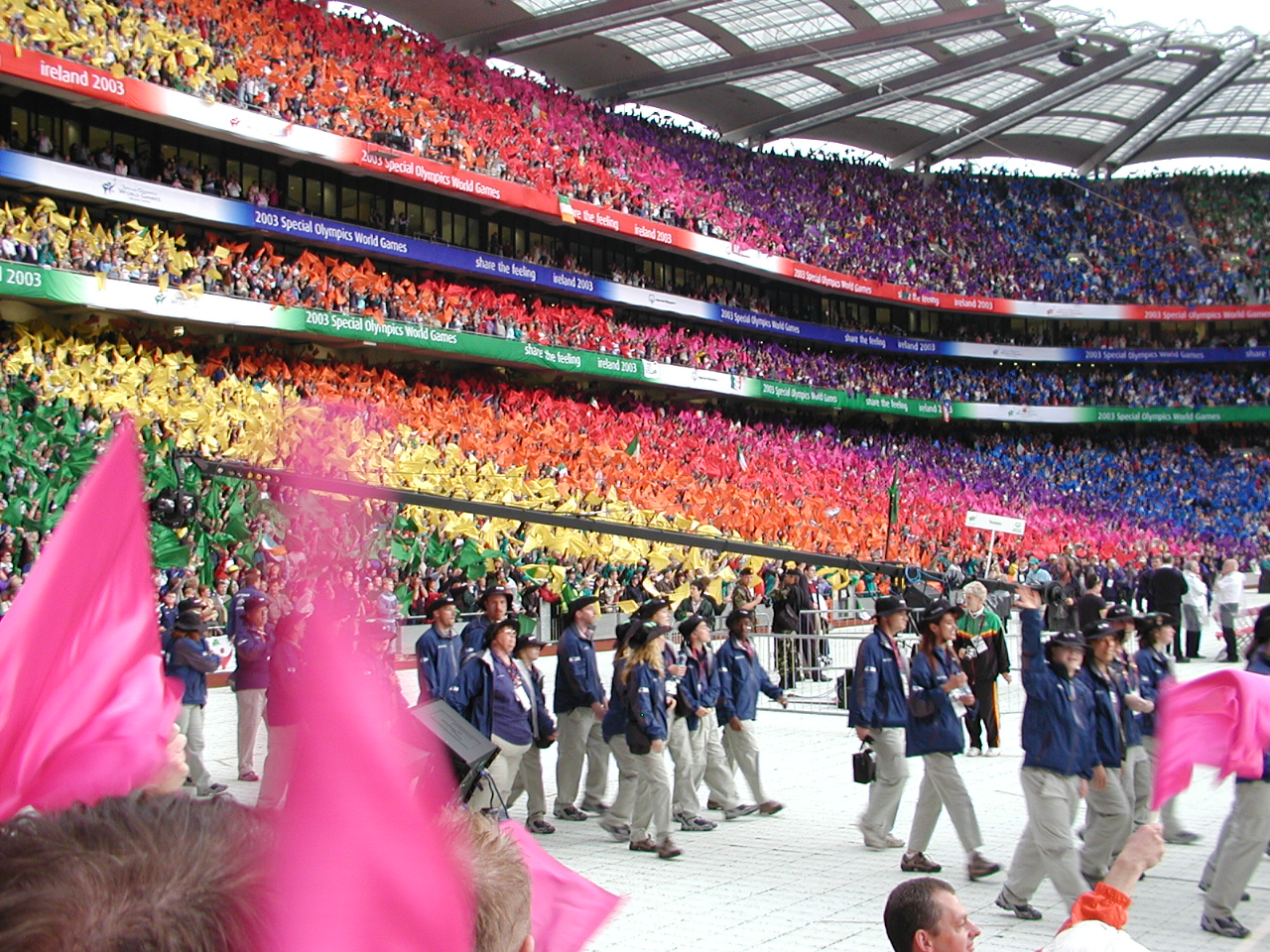
Multidão nos Jogos Mundiais Olímpicos Especiais de Verão de 2003. Cerimônia de abertura no Croke Park, Dublin, Irlanda.

Os primeiros Jogos Mundiais Olímpicos Especiais tiveram lugar em Chicago, em 1968. Anne McGlone Burke, uma professora de educação física de Chicago, teve a ideia de uma competição desportiva pontual, ao estilo dos Jogos Olímpicos, para pessoas com necessidades especiais. Com isto em mente, Burke entrou em contato com Eunice Kennedy Shriver, Vice-Presidente Executiva da Fundação Joseph P. Kennedy Jr., a fim de obter patrocínio para o evento. Shriver encorajou Burke a desenvolver a sua ideia e a Fundação disponibilizou um patrocínio de 25 000 dólares. Participaram mais de mil atletas dos Estados Unidos e do Canadá. Durante os Jogos, Shriver anunciou a criação do Special Olympics. Sua irmã, a já falecida Rosemary Kennedy, sofria de deficiência intelectual e é frequentemente apontada como a inspiração que fez com que Shriver impulsionasse estas olimpíadas especiais.
Em Junho de 1962, Eunice Kennedy Shriver iniciou um evento de um dia, conhecido por Camp Shriver, para crianças com deficiências intelectuais na sua casa em Potomac (Maryland). Usando este Campo como exemplo, Shriver promoveu o envolvimento em atividades físicas e oportunidades de competição. O evento se tornou anual e a Fundação Kennedy atribuiu patrocínios a universidades, instituições de animação e centros comunitários para que organizassem campos similares.
Os primeiros Jogos Mundias de Inverno aconteceram Fevereiro de 1977, em Steamboat Springs, Estados Unidos.
Em 1988, a Special Olympics foi reconhecida pelo Comitê Olímpico Internacional (COI). É a única organização desportiva autorizada pelo COI a utilizar a designação Olympics (Olimpíadas, ou Olímpicos) no seu nome.

## Atletas
Por volta de 2,5 milhões de atletas de todas as idades em quase 200 países e territórios estão envolvidos nas competições das Special Olympics. A organização oferece apoio e atividades de treino durante todo o ano em competições em 30 esportes em moldes olímpicos.
O Lema das Special Olympics é este: "Posso vencer. Mas se não conseguir, que seja corajoso para tentar."

## Special Olympics Inc.
A Special Olympics é uma organização internacional sem fins lucrativos, à qual é reconhecida isenção fiscal sob o código tributário norte-americano—U.S. Internal Revenue Code Section 501(c)(3).
Dedica-se a apoiar indivíduos com deficiências intelectuais para que se tornem fisicamente fortes, produtivos e membros respeitados das sociedade, por intermédio do treino e da competição desportivos.
Hoje, a Special Olympics destaca-se como líder no seguimento desportivo e desenvolvimento dos portadores de deficiência intelectual. É verdadeiramente um movimento global, com mais de meio milhão de atletas na China, e nos Estados Unidos, mais de 210 mil no  Bharat, mais de 600 atletas no Afeganistão e 4 400 em Ruanda. 
A Special Olympics assume a sua missão como crítica e um papel como catalisadora da mudança social.
As crianças e os adultos com deficiências intelectuais que participam nos seus eventos desenvolvem a sua condição física e as suas capacidades motoras, mas também a autoconfiança, cultivando uma imagem mais positiva de si mesmos. O crescimento é psicológico, social e espiritual e aquelas actividades são palco para a demonstração de uma coragem sem barreiras e de um grande entusiasmo, com os participantes a colherem os frutos da amizade e da descoberta última, não só de novas capacidades e talentos, mas das suas próprias essências.
Em 1994, a publicação sectorial Chronicle of Philanthropy (Jornal de Filantropia) divulgou os resultados do maior estudo realizado pela Nye Lavalle & Associates sobre beneficência e a popularidade e credibilidade das organizações sem fins lucrativos. Este estudo evidencia a Special Olympics como a instituição "mais credível na América entre mais de 100 observadas, tendo 73% dos americanos com mais de 12 anos de idade seleccionado (as categorias) 'Extremamente' e 'Muito Honesta' para a Special Olympics".

## Sedes dos Jogos Mundiais
| Ano  | Jogos Mundiais da Special Olympics | Jogos Mundiais da Special Olympics       | Jogos Mundiais da Special Olympics | Jogos Mundiais de Inverno da Special Olympics | Jogos Mundiais de Inverno da Special Olympics | Jogos Mundiais de Inverno da Special Olympics |
| Ano  | No.                                | Cidade/País                              | Datas                              | No.                                           | Cidade/País                                   | Datas                                         |
| ---- | ---------------------------------- | ---------------------------------------- | ---------------------------------- | --------------------------------------------- | --------------------------------------------- | --------------------------------------------- |
| 1968 | 1                                  | Chicago, Estados Unidos                  | 20 de julho a 3 de agosto          |                                               |                                               |                                               |
| 1970 | 2                                  | Chicago, Estados Unidos                  | 13 a 15 de agosto                  |                                               |                                               |                                               |
| 1972 | 3                                  | Los Angeles, Estados Unidos              | 13 a 18 de agosto                  |                                               |                                               |                                               |
| 1975 | 4                                  | Mount Pleasant, Estados Unidos           | 8 a 13 de agosto                   |                                               |                                               |                                               |
| 1977 |                                    |                                          |                                    | 1                                             | Steamboat Springs, Estados Unidos             | 5 a 11 de fevereiro                           |
| 1979 | 5                                  | Brockport, Estados Unidos                | 8 a 13 de agosto                   |                                               |                                               |                                               |
| 1981 |                                    |                                          |                                    | 2                                             | Cambridge e Stowe, Estados Unidos             | 8 a 13 de março                               |
| 1983 | 6                                  | Baton Rouge, Estados Unidos              | 12 a 18 de julho                   |                                               |                                               |                                               |
| 1985 |                                    |                                          |                                    | 3                                             | Park City, Estados Unidos                     | 24 a 29 de março                              |
| 1987 | 7                                  | Notre Dame e South Bend,Estados Unidos   | 25 de julho a 1 de agosto          |                                               |                                               |                                               |
| 1989 |                                    |                                          |                                    | 4                                             | Lake Tahoe e Reno, Estados Unidos             | 1 a 8 de abril                                |
| 1991 | 8                                  | Minneapolis e Saint Paul, Estados Unidos | 19 a 27 de julho                   |                                               |                                               |                                               |
| 1993 |                                    |                                          |                                    | 5                                             | Salzburgo e Schladming, Áustria               | 20 a 27 de março                              |
| 1995 | 9                                  | New Haven, Estados Unidos                | 1 a 9 de julho                     |                                               |                                               |                                               |
| 1997 |                                    |                                          |                                    | 6                                             | Collingwood e Toronto, Canadá                 | February 1 – 8                                |
| 1999 | 10                                 | Carolina do Norte, Estados Unidos        | 26 de junho a 4 de julho           |                                               |                                               |                                               |
| 2001 |                                    |                                          |                                    | 7                                             | Anchorage, Estados Unidos                     | 4 a 11 de março                               |
| 2003 | 11                                 | Dublin, Eire                             | 21 a 29 de junho                   |                                               |                                               |                                               |
| 2005 |                                    |                                          |                                    | 8                                             | Nagano, Japão                                 | 26 de fevereiro a 4 de março                  |
| 2007 | 12                                 | Xangai, República Popular da China       | 2 a 11 de outubro                  |                                               |                                               |                                               |
| 2009 |                                    |                                          |                                    | 9                                             | Boise, Estados Unidos(1)                      | 6 a 13 de fevereiro                           |
| 2011 | 13                                 | Atenas, Hellas                           | 25 de junho a 4 de julho           |                                               |                                               |                                               |
| 2013 |                                    |                                          |                                    | 10                                            | PyeongChang, Coreia                           | 29 de janeiro a 5 de fevereiro                |
| 2015 | 14                                 | Los Angeles, Estados Unidos              | 25 de julho a 2 de agosto          |                                               |                                               |                                               |
| 2017 |                                    |                                          |                                    | 11                                            | Graz e Schladming, Áustria                    | 14 a 25 de março                              |
| 2019 | 15                                 | Abu Dhabi, Emirados Árabes Unidos        | 14 a 21 de março                   |                                               |                                               |                                               |
| 2021 |                                    |                                          |                                    | 12                                            | Östersund e Åre, Suécia                       | TBD                                           |
| 2023 | 16                                 | Berlim, Alemanha                         | TBD                                |                                               |                                               |                                               |